# Zieten (Trung đoàn Kỵ binh nhẹ)

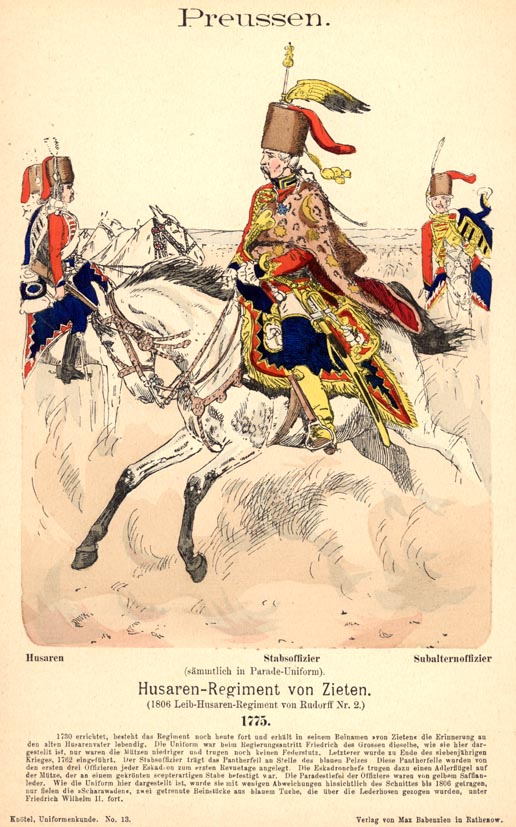
Zieten Hussars in 1775.

Trung đoàn Kỵ binh nhẹ "von Zieten" (tiếng Đức: Husaren-Regiment "von Zieten"), còn được biết đến với cái tên "Trung đoàn kỵ binh nhẹ Zieten (Brandenburg) số 3" (Husaren-Regiment von Zieten (Brandenburgisches) Nr. 3), là một trung đoàn kỵ binh nhẹ trong quân đội Phổ và sau đó là Quân đội đế chế Đức. Được thành lập năm 1730 và được đặt theo tên của vị chỉ huy đầu tiên, Hans Joachim von Zieten.